# مسجد التقوى (كوالالمبور)
مسجد التقوى هو مسجد يقع في نطقة تامان تون الدكتور إسماعيل في كوالالمبور عاصمة ماليزيا .

## البناء
يحتوي مسجد التقوى على اثنتين من المآذن وقبتين اثنتين تظهر باللون الأخضر، يمكن لقاعة الصلاة أن تستوعب ما يصل إلى 2000 مصلي في وقت واحد، تم بناء المسجد وفن فن العمارة الحديث والبسيط، للمسجد مبنى خاص كمركز تجاري حيث هناك طابقين من المبنى مليئة بصفوف من المحلات التجارية، ة في نفس المبنى وهناك أيضا مقهى، ويقدم المسجد أيضا منطقة لوقوف السيارات، ويقوم المسجد بنشاط البرامج الدينية والدروس الدينية لجماعة لمسلمين.